# Mark Gordon (político)
Matt Mark Gordon, (Nueva York, 14 de marzo de 1957) es un político estadounidense del Partido Republicano, desde enero de 2019 Gobernador de Wyoming, anteriormente era Tesorero de Wyoming. Republicano, fue nombrado para el cargo de Tesorero por el gobernador Matt Mead el 26 de octubre de 2012, para cubrir la vacante creada por la muerte de Joseph B. Meyer. En 2018, ganó las elecciones para gobernador del estado, derrotando a la representante demócrata Mary Throne.

## Carrera del congreso
En 2008, Gordon fue un candidato fracasado en las elecciones primarias republicanas para la Cámara de Representantes de los Estados Unidos para el escaño general que ahora ocupa la republicana Cynthia Lummis, también extesorera de estado y esposa de un exrepresentante demócrata del estado, Alvin Wiederspahn. . El exsenador de los EE. UU. Alan K. Simpson de Cody, considerado un republicano moderado, defendió la candidatura de Gordon, aunque no alcanzó un respaldo absoluto porque también es amigo de Lummis. Sin embargo, el exsenador estadounidense Malcolm Wallop apoyó a Gordon, al igual que el fallecido Joseph B. Meyer, quien se desempeñaba como tesorero de estado en ese momento.
En la primaria, Gordon obtuvo los respaldos de los dos periódicos más prominentes del estado de Wyoming: The Casper Star-Tribune y el Wyoming Tribune Eagle. Aunque las encuestas y la ventaja financiera recaían sobre Gordon en la campaña principal, no obstante, perdió la nominación del partido ante Lummis.